# Kunsthalle Recklinghausen

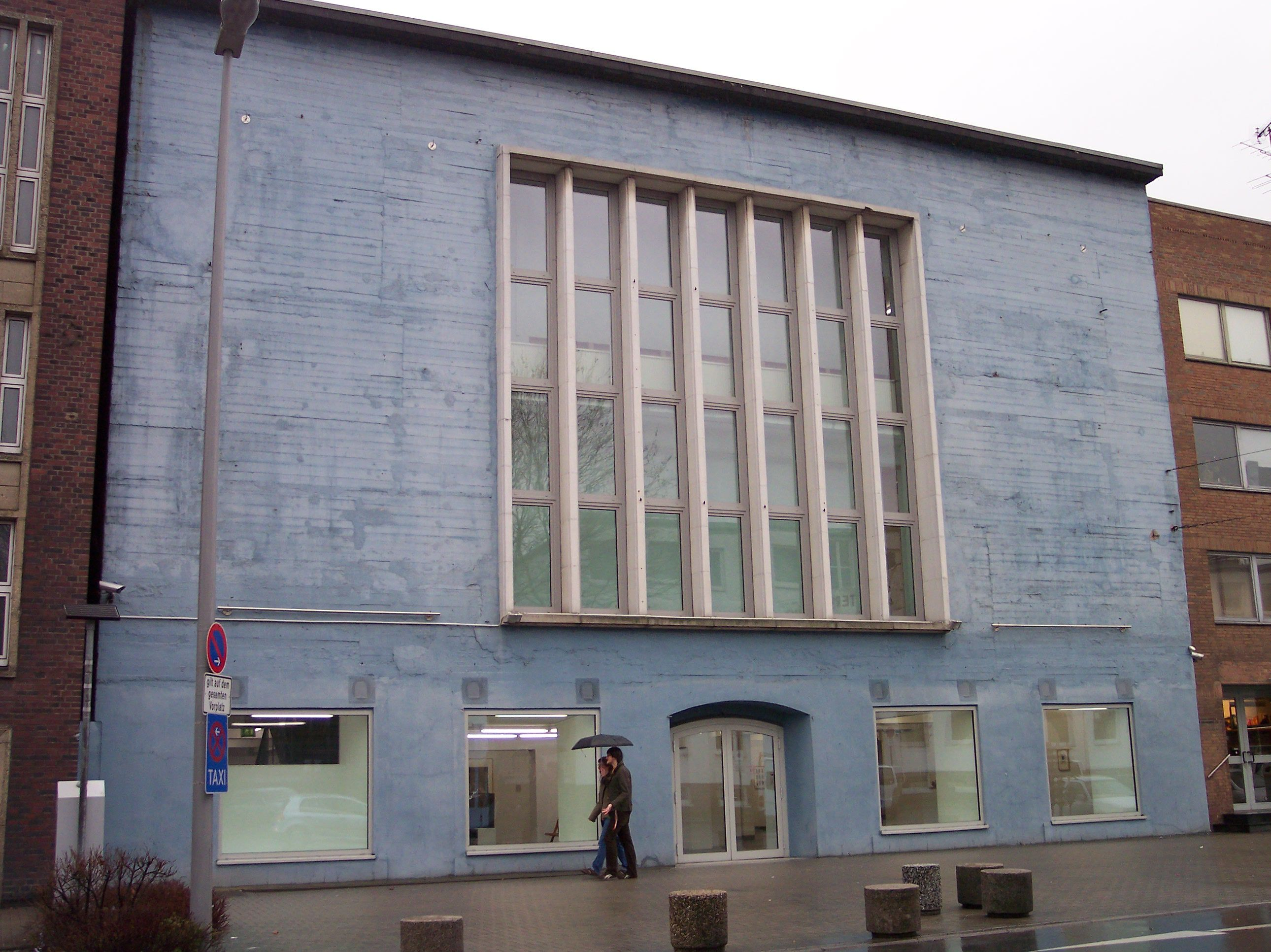
Kunsthalle Recklinghausen

De Kunsthalle Recklinghausen is in 1950 gevestigd in een voormalige bovengrondse bunker recht tegenover het station van Recklinghausen in de Duitse deelstaat Noordrijn-Westfalen.

## Geschiedenis
Het voornaamste motief om een kunsthal te openen was het theaterfestival, de Ruhrfestspiele, die jaarlijks gedurende de maanden mei en juni in het Ruhrfestspielhaus Recklinghausen wordt gehouden, aan te vullen met een expositie van beeldende kunst. Nog steeds toont de Kunsthalle Recklinghausen gedurende de Festspiele deze begeleidende kunsttentoonstelling. Het tentoonstellingsprogramma bestaat gedurende de rest van het jaar uit thematisch opgezette wisseltentoonstellingen, meestal met kunst van na 1945.
De kunsthal organiseert ook tweejaarlijks een tentoonstelling rond de winnaar van de door de stad Recklinghausen toegekende kunstprijs Junger Westen.

## Collectie
De stedelijke kunstcollectie omvat werken van belangrijke Duitse kunstenaars van na de Tweede Wereldoorlog, zoals Emil Schumacher, Karl Otto Götz en de beeldhouwer Ernst Hermanns. Dit werk wordt evenwel niet permanent tentoongesteld in de kunsthal.